# Carles Viñas Sagarra
Carles Viñas Sagarra (Malgrat de Mar, 1889 - Cercedilla (Madrid), 6 de maig de 1923) fou un empresari de cinema establert a Madrid
Aproximadament als 15 anys, s'inicià en el món del cinema com a operador mecànic del Salón Granvia de Barcelona. En els anys següents realitzà nombroses projeccions de cinema per pobles de Catalunya.
Als 23 anys es traslladà a Madrid, on esdevingué el principal empresari del cinema de la ciutat al front de la seva empresa Gran Empresa Sagarra, que comptava amb les sales Real Cinema, Príncipe Alfonso, Cinema España i Salón Doré. A més, en el moment de la seva mort, estava a punt d'obrir també a Madrid el Teatro Monumental, amb capacitat per a 4.000 espectadors, en el lloc de l'antic Hospital de Montserrat. També produí algunes pel·lícules com un documental sobre el torero Joselito.